# Coryanthes panamensis
Coryanthes panamensis är en orkidéart som beskrevs av Günter Gerlach. Coryanthes panamensis ingår i släktet Coryanthes, och familjen orkidéer.
Artens utbredningsområde är Panamá. Inga underarter finns listade i Catalogue of Life.